# Stalagtia thaleriana
Stalagtia thaleriana is een spinnensoort in de taxonomische indeling van de celspinnen (Dysderidae).
Het dier behoort tot het geslacht Stalagtia. De wetenschappelijke naam van de soort werd voor het eerst geldig gepubliceerd in 2006 door Chatzaki & Arnedo.